# أساسنز كريد: لينياج
أساسنز كريد: لينياج (بالإنجليزية: Assassin's Creed: Lineage؛ يترجم كـ « عقيدة القتلة: النسب »)‏ هو فيلم كندي من إنتاج يوبي سوفت، اصدر في 2009. ويقوم بطل الفيلم لملاحقة البابا في مملكة الباباوات في إيطاليا.

## وصلات خارجية
- الموقع الرسمي
- أساسنز كريد: لينياج على موقع IMDb (الإنجليزية)
- أساسنز كريد: لينياج على موقع ألو سيني (الفرنسية)
- أساسنز كريد: لينياج على موقع أول موفي (الإنجليزية)
- أساسنز كريد: لينياج على موقع فيلمافينيتي (الإسبانية)
- أساسنز كريد: لينياج على موقع ليتربوكسد (الإنجليزية)
- أساسنز كريد: لينياج على موقع كينوبويسك (الروسية)
- أساسنز كريد: لينياج على موقع ألو سيني (الفرنسية)
- أساسنز كريد: لينياج على موقع قاعدة بيانات الفيلم (الإنجليزية)